# Gastronomia de l'Orient Mitjà
La gastronomia de l'Orient Mitjà és una barreja de diferents estils, entre els quals hi ha la cuina mediterrània i part de la cuina del Magrib. Forma part de l'anomenada cuina àrab, encara que algunes cuines de l'Orient Mitjà no estan incloses al món àrab, com les de l'Iran, Armènia i Palestina. Aquestes cuines tenen la característica de tenir moltes variants als seus plats, a causa de la proximitat dels països que la componen i que la majoria de la població tenen en comú la llengua àrab. Es pot dir que el clima condiciona i uneix aquest conjunt de gastronomies territorials pel fet que és fonamentalment sec a la majoria del territori.
Formada a partir de la cuina àrab, ha rebut influències principalment dels perses, els otomans (dels quals en van adquirir les pastes dolces de pasta fil·lo i el cafè dens i dolç), els russos (iogurt), els mongols (farcellets) i els indis (cúrcuma, comí, all i altres espècies).
Els ingredients comuns inclouen olives i oli d'oliva, pitas, mel, llavors de sèsam, dàtils, sumac, cigrons, menta, arròs i julivert, i els plats populars inclouen broquetes, dolmas, falàfels, baklavas, iogurt, kebab, xawarma i mulukhiyah.

## Geografia

Principals països considerats part de l'Orient Mitjà.

Quins països es consideren part de l'Orient Mitjà és difícil de determinar perquè la definició ha canviat amb el temps i d'una font a una altra. Actualment, els països considerats part de l'Orient Mitjà són: Bahrain, Xipre, Egipte, Iran, Iraq, Israel, Jordània, Kuwait, Palestina, Líban, Oman, Qatar, Aràbia Saudita, Síria, Turquia, Emirats Àrabs Units i Iemen. Tanmateix, la cuina de l'Orient Mitjà inclou diversos plats de les cultures àrab, armènia, assíria, àzeri, xipriota, georgiana, iraniana, israeliana, kurda, llevantina i turca.

## Ingredients
No hi ha ingredients que predominin i que caracteritzin tot l'Orient Mitjà, però és ben cert que alguns donen caràcter a certes parts: per exemple el cuscús que caracteritza la cuina del Magrib. Entre els cereals hi ha el blat, l'ordi i el sègol, els quals són emprats en l'elaboració de diferents pans, com pans plans (els més habituals), pans farcits populars com el börek, i altres elaborats amb tires com el yufka. També és molt popular l'arròs, el qual posseeix nombroses formes de preparació. La pasta és freqüent en forma de macarona.
Al terreny de les carns les aus són apreciades, sobretot les de caça. El xai també hi és present i és la més consumida, a causa de l'abstinència religiosa que imposen l'Islam i el judaisme. La carn de porc és minoritària als plats de l'Orient Mitjà i l'escassetat de pastures fa que la carn de vaca no sigui gaire habitual. Els productes lactis només es veuen freqüentment a les cuines meridionals, com a Turquia i Grècia. El mateix es pot dir de preparacions tan mediterrànies com els mezze (aperitius) que apareixen a gairebé totes les cuines mediterrànies, sobretot les orientals. És molt freqüent veure diferents plats preparats amb adobats (mekhalel) típics de les tribus que viuen al desert.
Entre les espècies més típiques usades en els plats de les cuines de l'Orient Mitjà hi ha el coriandre (les llavors) o les seves fulles (celiandre), el safrà, el sumac, la menta, el comí, l'anís, la canyella, el cardamom, etc. En alguns casos hi ha barreges com el baharat iranià (7 espècies) o el marroquí ras el hanout (27 espècies).